# Cave Beck

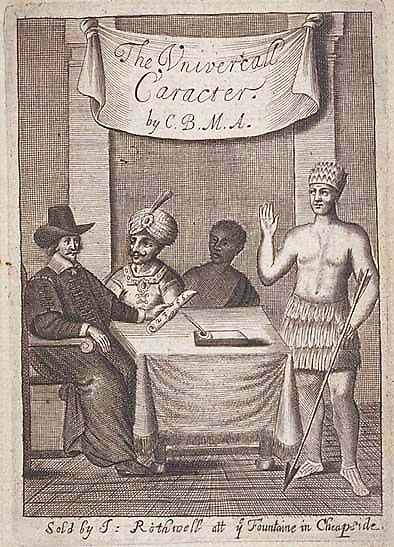
Frontispiz von Becks Universal Character

Cave Beck (geboren 1623; gestorben 1706) war ein englischer Schullehrer in Ipswich. Bekannt wurde er als Autor von The Universal Character, einer 1657 in London erschienenen Schrift, in der er eine auf einem numerischen System basierende Universalsprache vorschlug.

## Leben
Die von Beck beschriebene Sprache war wenig strukturiert. Sie basierte auf einer Liste von 3996 englischen Wörtern, die durch eine Indexzahl bestimmt wurden. Die Bedeutung dieser „Wurzeln“ konnte durch das Anfügen von Buchstaben vielfältig modifiziert werden. Beck schlug auch ein System zur Aussprache dieser Ziffern-Worte vor. Er hoffte, dass die Verwendung seiner Sprache den Handel und die christliche Mission indigener Völker erleichtern würde.
Sein Ansatz wurde von George Dalgarno, der sich ebenfalls um die Entwicklung einer Universalsprache bemühte, kritisiert als nothing else, but an enigmatical way of writing the English language („nur eine vertrackte Art, Englisch zu schreiben“).